# Побег из Пенише
Побег из Пенише (3 января 1960 года) — эпизод в истории Португалии в ходе противостояния режиму Салазара, который произошел в тюрьме строгого режима Пенише. В побеге участвовали Альваро Куньял, Карлуш Кампос да Кошта, Франсиско Мигель Дуарте, Франсишку Мартинш Родригиш, Гильерме Коста Карвальо, Хайме Серра, Хоаким Гомеш, Хосе Карлуш, Педро душ Сантос Соареш и Рожериу Карвалью, а также охранник Национальной гвардии.

## Побег
Подготовка
Операция была организована  комитетом, состоящим из Альваро Куньяла, Хайме Серры и Хоакима Гомеша, находившихся в стране и Пиресом Хорхе и Диасом Лоуренсо с помощью Октавио Пато, Руи Пердигао и Рожерио Паулу, жившими в эмиграции.
Побег спланировали, находившиеся в эмиграции Пирес Хорхе и Антониу Диас Лоуренсо с помощью Октавио Пато и Руи Пердигао. Выполнение плана началось в четыре часа дня 3 января 1960 года. Сигналом к побегу послужил автомобиль с открытым багажником, остановившийся на площади перед фортом; за рулем находился Рожерио Пауло. 
Побег
Заговорщики нейтрализовали одного охранника с помощью хлороформа и с помощью другого охранника, Хосе Алвеса, который участвовал в заговоре, незаметно для других охранников вышли на верхний этаж тюрьмы. Отсюда они спустились на нижний этаж по дереву.  Добежав до внешней стены, спустились в крепостной ров по веревке, сделанной из простыней. Преодолев еще одну стену, беглецы попали в город, где их ждали машины, которые доставили их на тайные явки. Альваро Куньял провел ночь в доме Пиреса Хорхе в Сан-Жуан-ду-Эшторил, где он некоторое время жил тайно. Мартинш Родригиш скрывался под чужим именем.

## Последствия
Версия правительства
Побег стал большим позором для режима Салазара. Правительство утверждало, что беглецов подобрала в море советская подводная лодка.
Судьба охранника
Охранник Хосе Алвес, участвовавший в заговоре, вскоре отправился в изгнание в Румынию. Позже к нему присоединилась его семья. Ожидания поддержки, обещанной заговорщиками, не оправдались, и в конечном итоге он покончил жизнь самоубийством.
После революции жена  Алвеса вернулась в Португалию и попыталась поговорить с Альваро Куньялом (в то время министром временного правительства), ища поддержки. Куньял заявил , что после того, как семья уехала из Румынии в западную страну, договор с Алвесом потерял  силу и что компартия ему ничего не должна.